# Henry Hosey Davis
Henry Hosey Davis (Bristol, 31 luglio 1855 – Bristol, 7 maggio 1954) è stato un compositore di scacchi britannico.
Ha composto problemi diretti, la maggior parte in due e tre mosse.
Nel 1906 ha pubblicato la raccolta di problemi Chess Problems.
Due suoi problemi:
|   | a | b | c | d | e | f | g | h |   |
| 8 | c8 donna del bianco · g8 alfiere del nero · h8 alfiere del bianco · b7 pedone del bianco · h7 pedone del nero · c6 torre del bianco · d6 pedone del nero · g6 alfiere del bianco · h6 pedone del bianco · a5 torre del nero · d5 re del nero · g5 re del bianco · h5 torre del bianco · a4 torre del nero · a3 pedone del nero · g3 cavallo del bianco · a2 cavallo del bianco · d1 cavallo del nero | c8 donna del bianco · g8 alfiere del nero · h8 alfiere del bianco · b7 pedone del bianco · h7 pedone del nero · c6 torre del bianco · d6 pedone del nero · g6 alfiere del bianco · h6 pedone del bianco · a5 torre del nero · d5 re del nero · g5 re del bianco · h5 torre del bianco · a4 torre del nero · a3 pedone del nero · g3 cavallo del bianco · a2 cavallo del bianco · d1 cavallo del nero | c8 donna del bianco · g8 alfiere del nero · h8 alfiere del bianco · b7 pedone del bianco · h7 pedone del nero · c6 torre del bianco · d6 pedone del nero · g6 alfiere del bianco · h6 pedone del bianco · a5 torre del nero · d5 re del nero · g5 re del bianco · h5 torre del bianco · a4 torre del nero · a3 pedone del nero · g3 cavallo del bianco · a2 cavallo del bianco · d1 cavallo del nero | c8 donna del bianco · g8 alfiere del nero · h8 alfiere del bianco · b7 pedone del bianco · h7 pedone del nero · c6 torre del bianco · d6 pedone del nero · g6 alfiere del bianco · h6 pedone del bianco · a5 torre del nero · d5 re del nero · g5 re del bianco · h5 torre del bianco · a4 torre del nero · a3 pedone del nero · g3 cavallo del bianco · a2 cavallo del bianco · d1 cavallo del nero | c8 donna del bianco · g8 alfiere del nero · h8 alfiere del bianco · b7 pedone del bianco · h7 pedone del nero · c6 torre del bianco · d6 pedone del nero · g6 alfiere del bianco · h6 pedone del bianco · a5 torre del nero · d5 re del nero · g5 re del bianco · h5 torre del bianco · a4 torre del nero · a3 pedone del nero · g3 cavallo del bianco · a2 cavallo del bianco · d1 cavallo del nero | c8 donna del bianco · g8 alfiere del nero · h8 alfiere del bianco · b7 pedone del bianco · h7 pedone del nero · c6 torre del bianco · d6 pedone del nero · g6 alfiere del bianco · h6 pedone del bianco · a5 torre del nero · d5 re del nero · g5 re del bianco · h5 torre del bianco · a4 torre del nero · a3 pedone del nero · g3 cavallo del bianco · a2 cavallo del bianco · d1 cavallo del nero | c8 donna del bianco · g8 alfiere del nero · h8 alfiere del bianco · b7 pedone del bianco · h7 pedone del nero · c6 torre del bianco · d6 pedone del nero · g6 alfiere del bianco · h6 pedone del bianco · a5 torre del nero · d5 re del nero · g5 re del bianco · h5 torre del bianco · a4 torre del nero · a3 pedone del nero · g3 cavallo del bianco · a2 cavallo del bianco · d1 cavallo del nero | c8 donna del bianco · g8 alfiere del nero · h8 alfiere del bianco · b7 pedone del bianco · h7 pedone del nero · c6 torre del bianco · d6 pedone del nero · g6 alfiere del bianco · h6 pedone del bianco · a5 torre del nero · d5 re del nero · g5 re del bianco · h5 torre del bianco · a4 torre del nero · a3 pedone del nero · g3 cavallo del bianco · a2 cavallo del bianco · d1 cavallo del nero | 8 |
| 7 | c8 donna del bianco · g8 alfiere del nero · h8 alfiere del bianco · b7 pedone del bianco · h7 pedone del nero · c6 torre del bianco · d6 pedone del nero · g6 alfiere del bianco · h6 pedone del bianco · a5 torre del nero · d5 re del nero · g5 re del bianco · h5 torre del bianco · a4 torre del nero · a3 pedone del nero · g3 cavallo del bianco · a2 cavallo del bianco · d1 cavallo del nero | c8 donna del bianco · g8 alfiere del nero · h8 alfiere del bianco · b7 pedone del bianco · h7 pedone del nero · c6 torre del bianco · d6 pedone del nero · g6 alfiere del bianco · h6 pedone del bianco · a5 torre del nero · d5 re del nero · g5 re del bianco · h5 torre del bianco · a4 torre del nero · a3 pedone del nero · g3 cavallo del bianco · a2 cavallo del bianco · d1 cavallo del nero | c8 donna del bianco · g8 alfiere del nero · h8 alfiere del bianco · b7 pedone del bianco · h7 pedone del nero · c6 torre del bianco · d6 pedone del nero · g6 alfiere del bianco · h6 pedone del bianco · a5 torre del nero · d5 re del nero · g5 re del bianco · h5 torre del bianco · a4 torre del nero · a3 pedone del nero · g3 cavallo del bianco · a2 cavallo del bianco · d1 cavallo del nero | c8 donna del bianco · g8 alfiere del nero · h8 alfiere del bianco · b7 pedone del bianco · h7 pedone del nero · c6 torre del bianco · d6 pedone del nero · g6 alfiere del bianco · h6 pedone del bianco · a5 torre del nero · d5 re del nero · g5 re del bianco · h5 torre del bianco · a4 torre del nero · a3 pedone del nero · g3 cavallo del bianco · a2 cavallo del bianco · d1 cavallo del nero | c8 donna del bianco · g8 alfiere del nero · h8 alfiere del bianco · b7 pedone del bianco · h7 pedone del nero · c6 torre del bianco · d6 pedone del nero · g6 alfiere del bianco · h6 pedone del bianco · a5 torre del nero · d5 re del nero · g5 re del bianco · h5 torre del bianco · a4 torre del nero · a3 pedone del nero · g3 cavallo del bianco · a2 cavallo del bianco · d1 cavallo del nero | c8 donna del bianco · g8 alfiere del nero · h8 alfiere del bianco · b7 pedone del bianco · h7 pedone del nero · c6 torre del bianco · d6 pedone del nero · g6 alfiere del bianco · h6 pedone del bianco · a5 torre del nero · d5 re del nero · g5 re del bianco · h5 torre del bianco · a4 torre del nero · a3 pedone del nero · g3 cavallo del bianco · a2 cavallo del bianco · d1 cavallo del nero | c8 donna del bianco · g8 alfiere del nero · h8 alfiere del bianco · b7 pedone del bianco · h7 pedone del nero · c6 torre del bianco · d6 pedone del nero · g6 alfiere del bianco · h6 pedone del bianco · a5 torre del nero · d5 re del nero · g5 re del bianco · h5 torre del bianco · a4 torre del nero · a3 pedone del nero · g3 cavallo del bianco · a2 cavallo del bianco · d1 cavallo del nero | c8 donna del bianco · g8 alfiere del nero · h8 alfiere del bianco · b7 pedone del bianco · h7 pedone del nero · c6 torre del bianco · d6 pedone del nero · g6 alfiere del bianco · h6 pedone del bianco · a5 torre del nero · d5 re del nero · g5 re del bianco · h5 torre del bianco · a4 torre del nero · a3 pedone del nero · g3 cavallo del bianco · a2 cavallo del bianco · d1 cavallo del nero | 7 |
| 6 | c8 donna del bianco · g8 alfiere del nero · h8 alfiere del bianco · b7 pedone del bianco · h7 pedone del nero · c6 torre del bianco · d6 pedone del nero · g6 alfiere del bianco · h6 pedone del bianco · a5 torre del nero · d5 re del nero · g5 re del bianco · h5 torre del bianco · a4 torre del nero · a3 pedone del nero · g3 cavallo del bianco · a2 cavallo del bianco · d1 cavallo del nero | c8 donna del bianco · g8 alfiere del nero · h8 alfiere del bianco · b7 pedone del bianco · h7 pedone del nero · c6 torre del bianco · d6 pedone del nero · g6 alfiere del bianco · h6 pedone del bianco · a5 torre del nero · d5 re del nero · g5 re del bianco · h5 torre del bianco · a4 torre del nero · a3 pedone del nero · g3 cavallo del bianco · a2 cavallo del bianco · d1 cavallo del nero | c8 donna del bianco · g8 alfiere del nero · h8 alfiere del bianco · b7 pedone del bianco · h7 pedone del nero · c6 torre del bianco · d6 pedone del nero · g6 alfiere del bianco · h6 pedone del bianco · a5 torre del nero · d5 re del nero · g5 re del bianco · h5 torre del bianco · a4 torre del nero · a3 pedone del nero · g3 cavallo del bianco · a2 cavallo del bianco · d1 cavallo del nero | c8 donna del bianco · g8 alfiere del nero · h8 alfiere del bianco · b7 pedone del bianco · h7 pedone del nero · c6 torre del bianco · d6 pedone del nero · g6 alfiere del bianco · h6 pedone del bianco · a5 torre del nero · d5 re del nero · g5 re del bianco · h5 torre del bianco · a4 torre del nero · a3 pedone del nero · g3 cavallo del bianco · a2 cavallo del bianco · d1 cavallo del nero | c8 donna del bianco · g8 alfiere del nero · h8 alfiere del bianco · b7 pedone del bianco · h7 pedone del nero · c6 torre del bianco · d6 pedone del nero · g6 alfiere del bianco · h6 pedone del bianco · a5 torre del nero · d5 re del nero · g5 re del bianco · h5 torre del bianco · a4 torre del nero · a3 pedone del nero · g3 cavallo del bianco · a2 cavallo del bianco · d1 cavallo del nero | c8 donna del bianco · g8 alfiere del nero · h8 alfiere del bianco · b7 pedone del bianco · h7 pedone del nero · c6 torre del bianco · d6 pedone del nero · g6 alfiere del bianco · h6 pedone del bianco · a5 torre del nero · d5 re del nero · g5 re del bianco · h5 torre del bianco · a4 torre del nero · a3 pedone del nero · g3 cavallo del bianco · a2 cavallo del bianco · d1 cavallo del nero | c8 donna del bianco · g8 alfiere del nero · h8 alfiere del bianco · b7 pedone del bianco · h7 pedone del nero · c6 torre del bianco · d6 pedone del nero · g6 alfiere del bianco · h6 pedone del bianco · a5 torre del nero · d5 re del nero · g5 re del bianco · h5 torre del bianco · a4 torre del nero · a3 pedone del nero · g3 cavallo del bianco · a2 cavallo del bianco · d1 cavallo del nero | c8 donna del bianco · g8 alfiere del nero · h8 alfiere del bianco · b7 pedone del bianco · h7 pedone del nero · c6 torre del bianco · d6 pedone del nero · g6 alfiere del bianco · h6 pedone del bianco · a5 torre del nero · d5 re del nero · g5 re del bianco · h5 torre del bianco · a4 torre del nero · a3 pedone del nero · g3 cavallo del bianco · a2 cavallo del bianco · d1 cavallo del nero | 6 |
| 5 | c8 donna del bianco · g8 alfiere del nero · h8 alfiere del bianco · b7 pedone del bianco · h7 pedone del nero · c6 torre del bianco · d6 pedone del nero · g6 alfiere del bianco · h6 pedone del bianco · a5 torre del nero · d5 re del nero · g5 re del bianco · h5 torre del bianco · a4 torre del nero · a3 pedone del nero · g3 cavallo del bianco · a2 cavallo del bianco · d1 cavallo del nero | c8 donna del bianco · g8 alfiere del nero · h8 alfiere del bianco · b7 pedone del bianco · h7 pedone del nero · c6 torre del bianco · d6 pedone del nero · g6 alfiere del bianco · h6 pedone del bianco · a5 torre del nero · d5 re del nero · g5 re del bianco · h5 torre del bianco · a4 torre del nero · a3 pedone del nero · g3 cavallo del bianco · a2 cavallo del bianco · d1 cavallo del nero | c8 donna del bianco · g8 alfiere del nero · h8 alfiere del bianco · b7 pedone del bianco · h7 pedone del nero · c6 torre del bianco · d6 pedone del nero · g6 alfiere del bianco · h6 pedone del bianco · a5 torre del nero · d5 re del nero · g5 re del bianco · h5 torre del bianco · a4 torre del nero · a3 pedone del nero · g3 cavallo del bianco · a2 cavallo del bianco · d1 cavallo del nero | c8 donna del bianco · g8 alfiere del nero · h8 alfiere del bianco · b7 pedone del bianco · h7 pedone del nero · c6 torre del bianco · d6 pedone del nero · g6 alfiere del bianco · h6 pedone del bianco · a5 torre del nero · d5 re del nero · g5 re del bianco · h5 torre del bianco · a4 torre del nero · a3 pedone del nero · g3 cavallo del bianco · a2 cavallo del bianco · d1 cavallo del nero | c8 donna del bianco · g8 alfiere del nero · h8 alfiere del bianco · b7 pedone del bianco · h7 pedone del nero · c6 torre del bianco · d6 pedone del nero · g6 alfiere del bianco · h6 pedone del bianco · a5 torre del nero · d5 re del nero · g5 re del bianco · h5 torre del bianco · a4 torre del nero · a3 pedone del nero · g3 cavallo del bianco · a2 cavallo del bianco · d1 cavallo del nero | c8 donna del bianco · g8 alfiere del nero · h8 alfiere del bianco · b7 pedone del bianco · h7 pedone del nero · c6 torre del bianco · d6 pedone del nero · g6 alfiere del bianco · h6 pedone del bianco · a5 torre del nero · d5 re del nero · g5 re del bianco · h5 torre del bianco · a4 torre del nero · a3 pedone del nero · g3 cavallo del bianco · a2 cavallo del bianco · d1 cavallo del nero | c8 donna del bianco · g8 alfiere del nero · h8 alfiere del bianco · b7 pedone del bianco · h7 pedone del nero · c6 torre del bianco · d6 pedone del nero · g6 alfiere del bianco · h6 pedone del bianco · a5 torre del nero · d5 re del nero · g5 re del bianco · h5 torre del bianco · a4 torre del nero · a3 pedone del nero · g3 cavallo del bianco · a2 cavallo del bianco · d1 cavallo del nero | c8 donna del bianco · g8 alfiere del nero · h8 alfiere del bianco · b7 pedone del bianco · h7 pedone del nero · c6 torre del bianco · d6 pedone del nero · g6 alfiere del bianco · h6 pedone del bianco · a5 torre del nero · d5 re del nero · g5 re del bianco · h5 torre del bianco · a4 torre del nero · a3 pedone del nero · g3 cavallo del bianco · a2 cavallo del bianco · d1 cavallo del nero | 5 |
| 4 | c8 donna del bianco · g8 alfiere del nero · h8 alfiere del bianco · b7 pedone del bianco · h7 pedone del nero · c6 torre del bianco · d6 pedone del nero · g6 alfiere del bianco · h6 pedone del bianco · a5 torre del nero · d5 re del nero · g5 re del bianco · h5 torre del bianco · a4 torre del nero · a3 pedone del nero · g3 cavallo del bianco · a2 cavallo del bianco · d1 cavallo del nero | c8 donna del bianco · g8 alfiere del nero · h8 alfiere del bianco · b7 pedone del bianco · h7 pedone del nero · c6 torre del bianco · d6 pedone del nero · g6 alfiere del bianco · h6 pedone del bianco · a5 torre del nero · d5 re del nero · g5 re del bianco · h5 torre del bianco · a4 torre del nero · a3 pedone del nero · g3 cavallo del bianco · a2 cavallo del bianco · d1 cavallo del nero | c8 donna del bianco · g8 alfiere del nero · h8 alfiere del bianco · b7 pedone del bianco · h7 pedone del nero · c6 torre del bianco · d6 pedone del nero · g6 alfiere del bianco · h6 pedone del bianco · a5 torre del nero · d5 re del nero · g5 re del bianco · h5 torre del bianco · a4 torre del nero · a3 pedone del nero · g3 cavallo del bianco · a2 cavallo del bianco · d1 cavallo del nero | c8 donna del bianco · g8 alfiere del nero · h8 alfiere del bianco · b7 pedone del bianco · h7 pedone del nero · c6 torre del bianco · d6 pedone del nero · g6 alfiere del bianco · h6 pedone del bianco · a5 torre del nero · d5 re del nero · g5 re del bianco · h5 torre del bianco · a4 torre del nero · a3 pedone del nero · g3 cavallo del bianco · a2 cavallo del bianco · d1 cavallo del nero | c8 donna del bianco · g8 alfiere del nero · h8 alfiere del bianco · b7 pedone del bianco · h7 pedone del nero · c6 torre del bianco · d6 pedone del nero · g6 alfiere del bianco · h6 pedone del bianco · a5 torre del nero · d5 re del nero · g5 re del bianco · h5 torre del bianco · a4 torre del nero · a3 pedone del nero · g3 cavallo del bianco · a2 cavallo del bianco · d1 cavallo del nero | c8 donna del bianco · g8 alfiere del nero · h8 alfiere del bianco · b7 pedone del bianco · h7 pedone del nero · c6 torre del bianco · d6 pedone del nero · g6 alfiere del bianco · h6 pedone del bianco · a5 torre del nero · d5 re del nero · g5 re del bianco · h5 torre del bianco · a4 torre del nero · a3 pedone del nero · g3 cavallo del bianco · a2 cavallo del bianco · d1 cavallo del nero | c8 donna del bianco · g8 alfiere del nero · h8 alfiere del bianco · b7 pedone del bianco · h7 pedone del nero · c6 torre del bianco · d6 pedone del nero · g6 alfiere del bianco · h6 pedone del bianco · a5 torre del nero · d5 re del nero · g5 re del bianco · h5 torre del bianco · a4 torre del nero · a3 pedone del nero · g3 cavallo del bianco · a2 cavallo del bianco · d1 cavallo del nero | c8 donna del bianco · g8 alfiere del nero · h8 alfiere del bianco · b7 pedone del bianco · h7 pedone del nero · c6 torre del bianco · d6 pedone del nero · g6 alfiere del bianco · h6 pedone del bianco · a5 torre del nero · d5 re del nero · g5 re del bianco · h5 torre del bianco · a4 torre del nero · a3 pedone del nero · g3 cavallo del bianco · a2 cavallo del bianco · d1 cavallo del nero | 4 |
| 3 | c8 donna del bianco · g8 alfiere del nero · h8 alfiere del bianco · b7 pedone del bianco · h7 pedone del nero · c6 torre del bianco · d6 pedone del nero · g6 alfiere del bianco · h6 pedone del bianco · a5 torre del nero · d5 re del nero · g5 re del bianco · h5 torre del bianco · a4 torre del nero · a3 pedone del nero · g3 cavallo del bianco · a2 cavallo del bianco · d1 cavallo del nero | c8 donna del bianco · g8 alfiere del nero · h8 alfiere del bianco · b7 pedone del bianco · h7 pedone del nero · c6 torre del bianco · d6 pedone del nero · g6 alfiere del bianco · h6 pedone del bianco · a5 torre del nero · d5 re del nero · g5 re del bianco · h5 torre del bianco · a4 torre del nero · a3 pedone del nero · g3 cavallo del bianco · a2 cavallo del bianco · d1 cavallo del nero | c8 donna del bianco · g8 alfiere del nero · h8 alfiere del bianco · b7 pedone del bianco · h7 pedone del nero · c6 torre del bianco · d6 pedone del nero · g6 alfiere del bianco · h6 pedone del bianco · a5 torre del nero · d5 re del nero · g5 re del bianco · h5 torre del bianco · a4 torre del nero · a3 pedone del nero · g3 cavallo del bianco · a2 cavallo del bianco · d1 cavallo del nero | c8 donna del bianco · g8 alfiere del nero · h8 alfiere del bianco · b7 pedone del bianco · h7 pedone del nero · c6 torre del bianco · d6 pedone del nero · g6 alfiere del bianco · h6 pedone del bianco · a5 torre del nero · d5 re del nero · g5 re del bianco · h5 torre del bianco · a4 torre del nero · a3 pedone del nero · g3 cavallo del bianco · a2 cavallo del bianco · d1 cavallo del nero | c8 donna del bianco · g8 alfiere del nero · h8 alfiere del bianco · b7 pedone del bianco · h7 pedone del nero · c6 torre del bianco · d6 pedone del nero · g6 alfiere del bianco · h6 pedone del bianco · a5 torre del nero · d5 re del nero · g5 re del bianco · h5 torre del bianco · a4 torre del nero · a3 pedone del nero · g3 cavallo del bianco · a2 cavallo del bianco · d1 cavallo del nero | c8 donna del bianco · g8 alfiere del nero · h8 alfiere del bianco · b7 pedone del bianco · h7 pedone del nero · c6 torre del bianco · d6 pedone del nero · g6 alfiere del bianco · h6 pedone del bianco · a5 torre del nero · d5 re del nero · g5 re del bianco · h5 torre del bianco · a4 torre del nero · a3 pedone del nero · g3 cavallo del bianco · a2 cavallo del bianco · d1 cavallo del nero | c8 donna del bianco · g8 alfiere del nero · h8 alfiere del bianco · b7 pedone del bianco · h7 pedone del nero · c6 torre del bianco · d6 pedone del nero · g6 alfiere del bianco · h6 pedone del bianco · a5 torre del nero · d5 re del nero · g5 re del bianco · h5 torre del bianco · a4 torre del nero · a3 pedone del nero · g3 cavallo del bianco · a2 cavallo del bianco · d1 cavallo del nero | c8 donna del bianco · g8 alfiere del nero · h8 alfiere del bianco · b7 pedone del bianco · h7 pedone del nero · c6 torre del bianco · d6 pedone del nero · g6 alfiere del bianco · h6 pedone del bianco · a5 torre del nero · d5 re del nero · g5 re del bianco · h5 torre del bianco · a4 torre del nero · a3 pedone del nero · g3 cavallo del bianco · a2 cavallo del bianco · d1 cavallo del nero | 3 |
| 2 | c8 donna del bianco · g8 alfiere del nero · h8 alfiere del bianco · b7 pedone del bianco · h7 pedone del nero · c6 torre del bianco · d6 pedone del nero · g6 alfiere del bianco · h6 pedone del bianco · a5 torre del nero · d5 re del nero · g5 re del bianco · h5 torre del bianco · a4 torre del nero · a3 pedone del nero · g3 cavallo del bianco · a2 cavallo del bianco · d1 cavallo del nero | c8 donna del bianco · g8 alfiere del nero · h8 alfiere del bianco · b7 pedone del bianco · h7 pedone del nero · c6 torre del bianco · d6 pedone del nero · g6 alfiere del bianco · h6 pedone del bianco · a5 torre del nero · d5 re del nero · g5 re del bianco · h5 torre del bianco · a4 torre del nero · a3 pedone del nero · g3 cavallo del bianco · a2 cavallo del bianco · d1 cavallo del nero | c8 donna del bianco · g8 alfiere del nero · h8 alfiere del bianco · b7 pedone del bianco · h7 pedone del nero · c6 torre del bianco · d6 pedone del nero · g6 alfiere del bianco · h6 pedone del bianco · a5 torre del nero · d5 re del nero · g5 re del bianco · h5 torre del bianco · a4 torre del nero · a3 pedone del nero · g3 cavallo del bianco · a2 cavallo del bianco · d1 cavallo del nero | c8 donna del bianco · g8 alfiere del nero · h8 alfiere del bianco · b7 pedone del bianco · h7 pedone del nero · c6 torre del bianco · d6 pedone del nero · g6 alfiere del bianco · h6 pedone del bianco · a5 torre del nero · d5 re del nero · g5 re del bianco · h5 torre del bianco · a4 torre del nero · a3 pedone del nero · g3 cavallo del bianco · a2 cavallo del bianco · d1 cavallo del nero | c8 donna del bianco · g8 alfiere del nero · h8 alfiere del bianco · b7 pedone del bianco · h7 pedone del nero · c6 torre del bianco · d6 pedone del nero · g6 alfiere del bianco · h6 pedone del bianco · a5 torre del nero · d5 re del nero · g5 re del bianco · h5 torre del bianco · a4 torre del nero · a3 pedone del nero · g3 cavallo del bianco · a2 cavallo del bianco · d1 cavallo del nero | c8 donna del bianco · g8 alfiere del nero · h8 alfiere del bianco · b7 pedone del bianco · h7 pedone del nero · c6 torre del bianco · d6 pedone del nero · g6 alfiere del bianco · h6 pedone del bianco · a5 torre del nero · d5 re del nero · g5 re del bianco · h5 torre del bianco · a4 torre del nero · a3 pedone del nero · g3 cavallo del bianco · a2 cavallo del bianco · d1 cavallo del nero | c8 donna del bianco · g8 alfiere del nero · h8 alfiere del bianco · b7 pedone del bianco · h7 pedone del nero · c6 torre del bianco · d6 pedone del nero · g6 alfiere del bianco · h6 pedone del bianco · a5 torre del nero · d5 re del nero · g5 re del bianco · h5 torre del bianco · a4 torre del nero · a3 pedone del nero · g3 cavallo del bianco · a2 cavallo del bianco · d1 cavallo del nero | c8 donna del bianco · g8 alfiere del nero · h8 alfiere del bianco · b7 pedone del bianco · h7 pedone del nero · c6 torre del bianco · d6 pedone del nero · g6 alfiere del bianco · h6 pedone del bianco · a5 torre del nero · d5 re del nero · g5 re del bianco · h5 torre del bianco · a4 torre del nero · a3 pedone del nero · g3 cavallo del bianco · a2 cavallo del bianco · d1 cavallo del nero | 2 |
| 1 | c8 donna del bianco · g8 alfiere del nero · h8 alfiere del bianco · b7 pedone del bianco · h7 pedone del nero · c6 torre del bianco · d6 pedone del nero · g6 alfiere del bianco · h6 pedone del bianco · a5 torre del nero · d5 re del nero · g5 re del bianco · h5 torre del bianco · a4 torre del nero · a3 pedone del nero · g3 cavallo del bianco · a2 cavallo del bianco · d1 cavallo del nero | c8 donna del bianco · g8 alfiere del nero · h8 alfiere del bianco · b7 pedone del bianco · h7 pedone del nero · c6 torre del bianco · d6 pedone del nero · g6 alfiere del bianco · h6 pedone del bianco · a5 torre del nero · d5 re del nero · g5 re del bianco · h5 torre del bianco · a4 torre del nero · a3 pedone del nero · g3 cavallo del bianco · a2 cavallo del bianco · d1 cavallo del nero | c8 donna del bianco · g8 alfiere del nero · h8 alfiere del bianco · b7 pedone del bianco · h7 pedone del nero · c6 torre del bianco · d6 pedone del nero · g6 alfiere del bianco · h6 pedone del bianco · a5 torre del nero · d5 re del nero · g5 re del bianco · h5 torre del bianco · a4 torre del nero · a3 pedone del nero · g3 cavallo del bianco · a2 cavallo del bianco · d1 cavallo del nero | c8 donna del bianco · g8 alfiere del nero · h8 alfiere del bianco · b7 pedone del bianco · h7 pedone del nero · c6 torre del bianco · d6 pedone del nero · g6 alfiere del bianco · h6 pedone del bianco · a5 torre del nero · d5 re del nero · g5 re del bianco · h5 torre del bianco · a4 torre del nero · a3 pedone del nero · g3 cavallo del bianco · a2 cavallo del bianco · d1 cavallo del nero | c8 donna del bianco · g8 alfiere del nero · h8 alfiere del bianco · b7 pedone del bianco · h7 pedone del nero · c6 torre del bianco · d6 pedone del nero · g6 alfiere del bianco · h6 pedone del bianco · a5 torre del nero · d5 re del nero · g5 re del bianco · h5 torre del bianco · a4 torre del nero · a3 pedone del nero · g3 cavallo del bianco · a2 cavallo del bianco · d1 cavallo del nero | c8 donna del bianco · g8 alfiere del nero · h8 alfiere del bianco · b7 pedone del bianco · h7 pedone del nero · c6 torre del bianco · d6 pedone del nero · g6 alfiere del bianco · h6 pedone del bianco · a5 torre del nero · d5 re del nero · g5 re del bianco · h5 torre del bianco · a4 torre del nero · a3 pedone del nero · g3 cavallo del bianco · a2 cavallo del bianco · d1 cavallo del nero | c8 donna del bianco · g8 alfiere del nero · h8 alfiere del bianco · b7 pedone del bianco · h7 pedone del nero · c6 torre del bianco · d6 pedone del nero · g6 alfiere del bianco · h6 pedone del bianco · a5 torre del nero · d5 re del nero · g5 re del bianco · h5 torre del bianco · a4 torre del nero · a3 pedone del nero · g3 cavallo del bianco · a2 cavallo del bianco · d1 cavallo del nero | c8 donna del bianco · g8 alfiere del nero · h8 alfiere del bianco · b7 pedone del bianco · h7 pedone del nero · c6 torre del bianco · d6 pedone del nero · g6 alfiere del bianco · h6 pedone del bianco · a5 torre del nero · d5 re del nero · g5 re del bianco · h5 torre del bianco · a4 torre del nero · a3 pedone del nero · g3 cavallo del bianco · a2 cavallo del bianco · d1 cavallo del nero | 1 |
|   | a | b | c | d | e | f | g | h |   |

|   | a | b | c | d | e | f | g | h |   |
| 8 | b8 re del bianco · e7 pedone del nero · h7 pedone del nero · a6 pedone del nero · h6 pedone del nero · f5 re del nero · h5 alfiere del bianco · e4 cavallo del bianco · h4 pedone del nero · b3 pedone del bianco · d3 donna del bianco · e3 pedone del bianco · h3 pedone del nero · b2 pedone del bianco · h2 pedone del bianco · c1 alfiere del bianco | b8 re del bianco · e7 pedone del nero · h7 pedone del nero · a6 pedone del nero · h6 pedone del nero · f5 re del nero · h5 alfiere del bianco · e4 cavallo del bianco · h4 pedone del nero · b3 pedone del bianco · d3 donna del bianco · e3 pedone del bianco · h3 pedone del nero · b2 pedone del bianco · h2 pedone del bianco · c1 alfiere del bianco | b8 re del bianco · e7 pedone del nero · h7 pedone del nero · a6 pedone del nero · h6 pedone del nero · f5 re del nero · h5 alfiere del bianco · e4 cavallo del bianco · h4 pedone del nero · b3 pedone del bianco · d3 donna del bianco · e3 pedone del bianco · h3 pedone del nero · b2 pedone del bianco · h2 pedone del bianco · c1 alfiere del bianco | b8 re del bianco · e7 pedone del nero · h7 pedone del nero · a6 pedone del nero · h6 pedone del nero · f5 re del nero · h5 alfiere del bianco · e4 cavallo del bianco · h4 pedone del nero · b3 pedone del bianco · d3 donna del bianco · e3 pedone del bianco · h3 pedone del nero · b2 pedone del bianco · h2 pedone del bianco · c1 alfiere del bianco | b8 re del bianco · e7 pedone del nero · h7 pedone del nero · a6 pedone del nero · h6 pedone del nero · f5 re del nero · h5 alfiere del bianco · e4 cavallo del bianco · h4 pedone del nero · b3 pedone del bianco · d3 donna del bianco · e3 pedone del bianco · h3 pedone del nero · b2 pedone del bianco · h2 pedone del bianco · c1 alfiere del bianco | b8 re del bianco · e7 pedone del nero · h7 pedone del nero · a6 pedone del nero · h6 pedone del nero · f5 re del nero · h5 alfiere del bianco · e4 cavallo del bianco · h4 pedone del nero · b3 pedone del bianco · d3 donna del bianco · e3 pedone del bianco · h3 pedone del nero · b2 pedone del bianco · h2 pedone del bianco · c1 alfiere del bianco | b8 re del bianco · e7 pedone del nero · h7 pedone del nero · a6 pedone del nero · h6 pedone del nero · f5 re del nero · h5 alfiere del bianco · e4 cavallo del bianco · h4 pedone del nero · b3 pedone del bianco · d3 donna del bianco · e3 pedone del bianco · h3 pedone del nero · b2 pedone del bianco · h2 pedone del bianco · c1 alfiere del bianco | b8 re del bianco · e7 pedone del nero · h7 pedone del nero · a6 pedone del nero · h6 pedone del nero · f5 re del nero · h5 alfiere del bianco · e4 cavallo del bianco · h4 pedone del nero · b3 pedone del bianco · d3 donna del bianco · e3 pedone del bianco · h3 pedone del nero · b2 pedone del bianco · h2 pedone del bianco · c1 alfiere del bianco | 8 |
| 7 | b8 re del bianco · e7 pedone del nero · h7 pedone del nero · a6 pedone del nero · h6 pedone del nero · f5 re del nero · h5 alfiere del bianco · e4 cavallo del bianco · h4 pedone del nero · b3 pedone del bianco · d3 donna del bianco · e3 pedone del bianco · h3 pedone del nero · b2 pedone del bianco · h2 pedone del bianco · c1 alfiere del bianco | b8 re del bianco · e7 pedone del nero · h7 pedone del nero · a6 pedone del nero · h6 pedone del nero · f5 re del nero · h5 alfiere del bianco · e4 cavallo del bianco · h4 pedone del nero · b3 pedone del bianco · d3 donna del bianco · e3 pedone del bianco · h3 pedone del nero · b2 pedone del bianco · h2 pedone del bianco · c1 alfiere del bianco | b8 re del bianco · e7 pedone del nero · h7 pedone del nero · a6 pedone del nero · h6 pedone del nero · f5 re del nero · h5 alfiere del bianco · e4 cavallo del bianco · h4 pedone del nero · b3 pedone del bianco · d3 donna del bianco · e3 pedone del bianco · h3 pedone del nero · b2 pedone del bianco · h2 pedone del bianco · c1 alfiere del bianco | b8 re del bianco · e7 pedone del nero · h7 pedone del nero · a6 pedone del nero · h6 pedone del nero · f5 re del nero · h5 alfiere del bianco · e4 cavallo del bianco · h4 pedone del nero · b3 pedone del bianco · d3 donna del bianco · e3 pedone del bianco · h3 pedone del nero · b2 pedone del bianco · h2 pedone del bianco · c1 alfiere del bianco | b8 re del bianco · e7 pedone del nero · h7 pedone del nero · a6 pedone del nero · h6 pedone del nero · f5 re del nero · h5 alfiere del bianco · e4 cavallo del bianco · h4 pedone del nero · b3 pedone del bianco · d3 donna del bianco · e3 pedone del bianco · h3 pedone del nero · b2 pedone del bianco · h2 pedone del bianco · c1 alfiere del bianco | b8 re del bianco · e7 pedone del nero · h7 pedone del nero · a6 pedone del nero · h6 pedone del nero · f5 re del nero · h5 alfiere del bianco · e4 cavallo del bianco · h4 pedone del nero · b3 pedone del bianco · d3 donna del bianco · e3 pedone del bianco · h3 pedone del nero · b2 pedone del bianco · h2 pedone del bianco · c1 alfiere del bianco | b8 re del bianco · e7 pedone del nero · h7 pedone del nero · a6 pedone del nero · h6 pedone del nero · f5 re del nero · h5 alfiere del bianco · e4 cavallo del bianco · h4 pedone del nero · b3 pedone del bianco · d3 donna del bianco · e3 pedone del bianco · h3 pedone del nero · b2 pedone del bianco · h2 pedone del bianco · c1 alfiere del bianco | b8 re del bianco · e7 pedone del nero · h7 pedone del nero · a6 pedone del nero · h6 pedone del nero · f5 re del nero · h5 alfiere del bianco · e4 cavallo del bianco · h4 pedone del nero · b3 pedone del bianco · d3 donna del bianco · e3 pedone del bianco · h3 pedone del nero · b2 pedone del bianco · h2 pedone del bianco · c1 alfiere del bianco | 7 |
| 6 | b8 re del bianco · e7 pedone del nero · h7 pedone del nero · a6 pedone del nero · h6 pedone del nero · f5 re del nero · h5 alfiere del bianco · e4 cavallo del bianco · h4 pedone del nero · b3 pedone del bianco · d3 donna del bianco · e3 pedone del bianco · h3 pedone del nero · b2 pedone del bianco · h2 pedone del bianco · c1 alfiere del bianco | b8 re del bianco · e7 pedone del nero · h7 pedone del nero · a6 pedone del nero · h6 pedone del nero · f5 re del nero · h5 alfiere del bianco · e4 cavallo del bianco · h4 pedone del nero · b3 pedone del bianco · d3 donna del bianco · e3 pedone del bianco · h3 pedone del nero · b2 pedone del bianco · h2 pedone del bianco · c1 alfiere del bianco | b8 re del bianco · e7 pedone del nero · h7 pedone del nero · a6 pedone del nero · h6 pedone del nero · f5 re del nero · h5 alfiere del bianco · e4 cavallo del bianco · h4 pedone del nero · b3 pedone del bianco · d3 donna del bianco · e3 pedone del bianco · h3 pedone del nero · b2 pedone del bianco · h2 pedone del bianco · c1 alfiere del bianco | b8 re del bianco · e7 pedone del nero · h7 pedone del nero · a6 pedone del nero · h6 pedone del nero · f5 re del nero · h5 alfiere del bianco · e4 cavallo del bianco · h4 pedone del nero · b3 pedone del bianco · d3 donna del bianco · e3 pedone del bianco · h3 pedone del nero · b2 pedone del bianco · h2 pedone del bianco · c1 alfiere del bianco | b8 re del bianco · e7 pedone del nero · h7 pedone del nero · a6 pedone del nero · h6 pedone del nero · f5 re del nero · h5 alfiere del bianco · e4 cavallo del bianco · h4 pedone del nero · b3 pedone del bianco · d3 donna del bianco · e3 pedone del bianco · h3 pedone del nero · b2 pedone del bianco · h2 pedone del bianco · c1 alfiere del bianco | b8 re del bianco · e7 pedone del nero · h7 pedone del nero · a6 pedone del nero · h6 pedone del nero · f5 re del nero · h5 alfiere del bianco · e4 cavallo del bianco · h4 pedone del nero · b3 pedone del bianco · d3 donna del bianco · e3 pedone del bianco · h3 pedone del nero · b2 pedone del bianco · h2 pedone del bianco · c1 alfiere del bianco | b8 re del bianco · e7 pedone del nero · h7 pedone del nero · a6 pedone del nero · h6 pedone del nero · f5 re del nero · h5 alfiere del bianco · e4 cavallo del bianco · h4 pedone del nero · b3 pedone del bianco · d3 donna del bianco · e3 pedone del bianco · h3 pedone del nero · b2 pedone del bianco · h2 pedone del bianco · c1 alfiere del bianco | b8 re del bianco · e7 pedone del nero · h7 pedone del nero · a6 pedone del nero · h6 pedone del nero · f5 re del nero · h5 alfiere del bianco · e4 cavallo del bianco · h4 pedone del nero · b3 pedone del bianco · d3 donna del bianco · e3 pedone del bianco · h3 pedone del nero · b2 pedone del bianco · h2 pedone del bianco · c1 alfiere del bianco | 6 |
| 5 | b8 re del bianco · e7 pedone del nero · h7 pedone del nero · a6 pedone del nero · h6 pedone del nero · f5 re del nero · h5 alfiere del bianco · e4 cavallo del bianco · h4 pedone del nero · b3 pedone del bianco · d3 donna del bianco · e3 pedone del bianco · h3 pedone del nero · b2 pedone del bianco · h2 pedone del bianco · c1 alfiere del bianco | b8 re del bianco · e7 pedone del nero · h7 pedone del nero · a6 pedone del nero · h6 pedone del nero · f5 re del nero · h5 alfiere del bianco · e4 cavallo del bianco · h4 pedone del nero · b3 pedone del bianco · d3 donna del bianco · e3 pedone del bianco · h3 pedone del nero · b2 pedone del bianco · h2 pedone del bianco · c1 alfiere del bianco | b8 re del bianco · e7 pedone del nero · h7 pedone del nero · a6 pedone del nero · h6 pedone del nero · f5 re del nero · h5 alfiere del bianco · e4 cavallo del bianco · h4 pedone del nero · b3 pedone del bianco · d3 donna del bianco · e3 pedone del bianco · h3 pedone del nero · b2 pedone del bianco · h2 pedone del bianco · c1 alfiere del bianco | b8 re del bianco · e7 pedone del nero · h7 pedone del nero · a6 pedone del nero · h6 pedone del nero · f5 re del nero · h5 alfiere del bianco · e4 cavallo del bianco · h4 pedone del nero · b3 pedone del bianco · d3 donna del bianco · e3 pedone del bianco · h3 pedone del nero · b2 pedone del bianco · h2 pedone del bianco · c1 alfiere del bianco | b8 re del bianco · e7 pedone del nero · h7 pedone del nero · a6 pedone del nero · h6 pedone del nero · f5 re del nero · h5 alfiere del bianco · e4 cavallo del bianco · h4 pedone del nero · b3 pedone del bianco · d3 donna del bianco · e3 pedone del bianco · h3 pedone del nero · b2 pedone del bianco · h2 pedone del bianco · c1 alfiere del bianco | b8 re del bianco · e7 pedone del nero · h7 pedone del nero · a6 pedone del nero · h6 pedone del nero · f5 re del nero · h5 alfiere del bianco · e4 cavallo del bianco · h4 pedone del nero · b3 pedone del bianco · d3 donna del bianco · e3 pedone del bianco · h3 pedone del nero · b2 pedone del bianco · h2 pedone del bianco · c1 alfiere del bianco | b8 re del bianco · e7 pedone del nero · h7 pedone del nero · a6 pedone del nero · h6 pedone del nero · f5 re del nero · h5 alfiere del bianco · e4 cavallo del bianco · h4 pedone del nero · b3 pedone del bianco · d3 donna del bianco · e3 pedone del bianco · h3 pedone del nero · b2 pedone del bianco · h2 pedone del bianco · c1 alfiere del bianco | b8 re del bianco · e7 pedone del nero · h7 pedone del nero · a6 pedone del nero · h6 pedone del nero · f5 re del nero · h5 alfiere del bianco · e4 cavallo del bianco · h4 pedone del nero · b3 pedone del bianco · d3 donna del bianco · e3 pedone del bianco · h3 pedone del nero · b2 pedone del bianco · h2 pedone del bianco · c1 alfiere del bianco | 5 |
| 4 | b8 re del bianco · e7 pedone del nero · h7 pedone del nero · a6 pedone del nero · h6 pedone del nero · f5 re del nero · h5 alfiere del bianco · e4 cavallo del bianco · h4 pedone del nero · b3 pedone del bianco · d3 donna del bianco · e3 pedone del bianco · h3 pedone del nero · b2 pedone del bianco · h2 pedone del bianco · c1 alfiere del bianco | b8 re del bianco · e7 pedone del nero · h7 pedone del nero · a6 pedone del nero · h6 pedone del nero · f5 re del nero · h5 alfiere del bianco · e4 cavallo del bianco · h4 pedone del nero · b3 pedone del bianco · d3 donna del bianco · e3 pedone del bianco · h3 pedone del nero · b2 pedone del bianco · h2 pedone del bianco · c1 alfiere del bianco | b8 re del bianco · e7 pedone del nero · h7 pedone del nero · a6 pedone del nero · h6 pedone del nero · f5 re del nero · h5 alfiere del bianco · e4 cavallo del bianco · h4 pedone del nero · b3 pedone del bianco · d3 donna del bianco · e3 pedone del bianco · h3 pedone del nero · b2 pedone del bianco · h2 pedone del bianco · c1 alfiere del bianco | b8 re del bianco · e7 pedone del nero · h7 pedone del nero · a6 pedone del nero · h6 pedone del nero · f5 re del nero · h5 alfiere del bianco · e4 cavallo del bianco · h4 pedone del nero · b3 pedone del bianco · d3 donna del bianco · e3 pedone del bianco · h3 pedone del nero · b2 pedone del bianco · h2 pedone del bianco · c1 alfiere del bianco | b8 re del bianco · e7 pedone del nero · h7 pedone del nero · a6 pedone del nero · h6 pedone del nero · f5 re del nero · h5 alfiere del bianco · e4 cavallo del bianco · h4 pedone del nero · b3 pedone del bianco · d3 donna del bianco · e3 pedone del bianco · h3 pedone del nero · b2 pedone del bianco · h2 pedone del bianco · c1 alfiere del bianco | b8 re del bianco · e7 pedone del nero · h7 pedone del nero · a6 pedone del nero · h6 pedone del nero · f5 re del nero · h5 alfiere del bianco · e4 cavallo del bianco · h4 pedone del nero · b3 pedone del bianco · d3 donna del bianco · e3 pedone del bianco · h3 pedone del nero · b2 pedone del bianco · h2 pedone del bianco · c1 alfiere del bianco | b8 re del bianco · e7 pedone del nero · h7 pedone del nero · a6 pedone del nero · h6 pedone del nero · f5 re del nero · h5 alfiere del bianco · e4 cavallo del bianco · h4 pedone del nero · b3 pedone del bianco · d3 donna del bianco · e3 pedone del bianco · h3 pedone del nero · b2 pedone del bianco · h2 pedone del bianco · c1 alfiere del bianco | b8 re del bianco · e7 pedone del nero · h7 pedone del nero · a6 pedone del nero · h6 pedone del nero · f5 re del nero · h5 alfiere del bianco · e4 cavallo del bianco · h4 pedone del nero · b3 pedone del bianco · d3 donna del bianco · e3 pedone del bianco · h3 pedone del nero · b2 pedone del bianco · h2 pedone del bianco · c1 alfiere del bianco | 4 |
| 3 | b8 re del bianco · e7 pedone del nero · h7 pedone del nero · a6 pedone del nero · h6 pedone del nero · f5 re del nero · h5 alfiere del bianco · e4 cavallo del bianco · h4 pedone del nero · b3 pedone del bianco · d3 donna del bianco · e3 pedone del bianco · h3 pedone del nero · b2 pedone del bianco · h2 pedone del bianco · c1 alfiere del bianco | b8 re del bianco · e7 pedone del nero · h7 pedone del nero · a6 pedone del nero · h6 pedone del nero · f5 re del nero · h5 alfiere del bianco · e4 cavallo del bianco · h4 pedone del nero · b3 pedone del bianco · d3 donna del bianco · e3 pedone del bianco · h3 pedone del nero · b2 pedone del bianco · h2 pedone del bianco · c1 alfiere del bianco | b8 re del bianco · e7 pedone del nero · h7 pedone del nero · a6 pedone del nero · h6 pedone del nero · f5 re del nero · h5 alfiere del bianco · e4 cavallo del bianco · h4 pedone del nero · b3 pedone del bianco · d3 donna del bianco · e3 pedone del bianco · h3 pedone del nero · b2 pedone del bianco · h2 pedone del bianco · c1 alfiere del bianco | b8 re del bianco · e7 pedone del nero · h7 pedone del nero · a6 pedone del nero · h6 pedone del nero · f5 re del nero · h5 alfiere del bianco · e4 cavallo del bianco · h4 pedone del nero · b3 pedone del bianco · d3 donna del bianco · e3 pedone del bianco · h3 pedone del nero · b2 pedone del bianco · h2 pedone del bianco · c1 alfiere del bianco | b8 re del bianco · e7 pedone del nero · h7 pedone del nero · a6 pedone del nero · h6 pedone del nero · f5 re del nero · h5 alfiere del bianco · e4 cavallo del bianco · h4 pedone del nero · b3 pedone del bianco · d3 donna del bianco · e3 pedone del bianco · h3 pedone del nero · b2 pedone del bianco · h2 pedone del bianco · c1 alfiere del bianco | b8 re del bianco · e7 pedone del nero · h7 pedone del nero · a6 pedone del nero · h6 pedone del nero · f5 re del nero · h5 alfiere del bianco · e4 cavallo del bianco · h4 pedone del nero · b3 pedone del bianco · d3 donna del bianco · e3 pedone del bianco · h3 pedone del nero · b2 pedone del bianco · h2 pedone del bianco · c1 alfiere del bianco | b8 re del bianco · e7 pedone del nero · h7 pedone del nero · a6 pedone del nero · h6 pedone del nero · f5 re del nero · h5 alfiere del bianco · e4 cavallo del bianco · h4 pedone del nero · b3 pedone del bianco · d3 donna del bianco · e3 pedone del bianco · h3 pedone del nero · b2 pedone del bianco · h2 pedone del bianco · c1 alfiere del bianco | b8 re del bianco · e7 pedone del nero · h7 pedone del nero · a6 pedone del nero · h6 pedone del nero · f5 re del nero · h5 alfiere del bianco · e4 cavallo del bianco · h4 pedone del nero · b3 pedone del bianco · d3 donna del bianco · e3 pedone del bianco · h3 pedone del nero · b2 pedone del bianco · h2 pedone del bianco · c1 alfiere del bianco | 3 |
| 2 | b8 re del bianco · e7 pedone del nero · h7 pedone del nero · a6 pedone del nero · h6 pedone del nero · f5 re del nero · h5 alfiere del bianco · e4 cavallo del bianco · h4 pedone del nero · b3 pedone del bianco · d3 donna del bianco · e3 pedone del bianco · h3 pedone del nero · b2 pedone del bianco · h2 pedone del bianco · c1 alfiere del bianco | b8 re del bianco · e7 pedone del nero · h7 pedone del nero · a6 pedone del nero · h6 pedone del nero · f5 re del nero · h5 alfiere del bianco · e4 cavallo del bianco · h4 pedone del nero · b3 pedone del bianco · d3 donna del bianco · e3 pedone del bianco · h3 pedone del nero · b2 pedone del bianco · h2 pedone del bianco · c1 alfiere del bianco | b8 re del bianco · e7 pedone del nero · h7 pedone del nero · a6 pedone del nero · h6 pedone del nero · f5 re del nero · h5 alfiere del bianco · e4 cavallo del bianco · h4 pedone del nero · b3 pedone del bianco · d3 donna del bianco · e3 pedone del bianco · h3 pedone del nero · b2 pedone del bianco · h2 pedone del bianco · c1 alfiere del bianco | b8 re del bianco · e7 pedone del nero · h7 pedone del nero · a6 pedone del nero · h6 pedone del nero · f5 re del nero · h5 alfiere del bianco · e4 cavallo del bianco · h4 pedone del nero · b3 pedone del bianco · d3 donna del bianco · e3 pedone del bianco · h3 pedone del nero · b2 pedone del bianco · h2 pedone del bianco · c1 alfiere del bianco | b8 re del bianco · e7 pedone del nero · h7 pedone del nero · a6 pedone del nero · h6 pedone del nero · f5 re del nero · h5 alfiere del bianco · e4 cavallo del bianco · h4 pedone del nero · b3 pedone del bianco · d3 donna del bianco · e3 pedone del bianco · h3 pedone del nero · b2 pedone del bianco · h2 pedone del bianco · c1 alfiere del bianco | b8 re del bianco · e7 pedone del nero · h7 pedone del nero · a6 pedone del nero · h6 pedone del nero · f5 re del nero · h5 alfiere del bianco · e4 cavallo del bianco · h4 pedone del nero · b3 pedone del bianco · d3 donna del bianco · e3 pedone del bianco · h3 pedone del nero · b2 pedone del bianco · h2 pedone del bianco · c1 alfiere del bianco | b8 re del bianco · e7 pedone del nero · h7 pedone del nero · a6 pedone del nero · h6 pedone del nero · f5 re del nero · h5 alfiere del bianco · e4 cavallo del bianco · h4 pedone del nero · b3 pedone del bianco · d3 donna del bianco · e3 pedone del bianco · h3 pedone del nero · b2 pedone del bianco · h2 pedone del bianco · c1 alfiere del bianco | b8 re del bianco · e7 pedone del nero · h7 pedone del nero · a6 pedone del nero · h6 pedone del nero · f5 re del nero · h5 alfiere del bianco · e4 cavallo del bianco · h4 pedone del nero · b3 pedone del bianco · d3 donna del bianco · e3 pedone del bianco · h3 pedone del nero · b2 pedone del bianco · h2 pedone del bianco · c1 alfiere del bianco | 2 |
| 1 | b8 re del bianco · e7 pedone del nero · h7 pedone del nero · a6 pedone del nero · h6 pedone del nero · f5 re del nero · h5 alfiere del bianco · e4 cavallo del bianco · h4 pedone del nero · b3 pedone del bianco · d3 donna del bianco · e3 pedone del bianco · h3 pedone del nero · b2 pedone del bianco · h2 pedone del bianco · c1 alfiere del bianco | b8 re del bianco · e7 pedone del nero · h7 pedone del nero · a6 pedone del nero · h6 pedone del nero · f5 re del nero · h5 alfiere del bianco · e4 cavallo del bianco · h4 pedone del nero · b3 pedone del bianco · d3 donna del bianco · e3 pedone del bianco · h3 pedone del nero · b2 pedone del bianco · h2 pedone del bianco · c1 alfiere del bianco | b8 re del bianco · e7 pedone del nero · h7 pedone del nero · a6 pedone del nero · h6 pedone del nero · f5 re del nero · h5 alfiere del bianco · e4 cavallo del bianco · h4 pedone del nero · b3 pedone del bianco · d3 donna del bianco · e3 pedone del bianco · h3 pedone del nero · b2 pedone del bianco · h2 pedone del bianco · c1 alfiere del bianco | b8 re del bianco · e7 pedone del nero · h7 pedone del nero · a6 pedone del nero · h6 pedone del nero · f5 re del nero · h5 alfiere del bianco · e4 cavallo del bianco · h4 pedone del nero · b3 pedone del bianco · d3 donna del bianco · e3 pedone del bianco · h3 pedone del nero · b2 pedone del bianco · h2 pedone del bianco · c1 alfiere del bianco | b8 re del bianco · e7 pedone del nero · h7 pedone del nero · a6 pedone del nero · h6 pedone del nero · f5 re del nero · h5 alfiere del bianco · e4 cavallo del bianco · h4 pedone del nero · b3 pedone del bianco · d3 donna del bianco · e3 pedone del bianco · h3 pedone del nero · b2 pedone del bianco · h2 pedone del bianco · c1 alfiere del bianco | b8 re del bianco · e7 pedone del nero · h7 pedone del nero · a6 pedone del nero · h6 pedone del nero · f5 re del nero · h5 alfiere del bianco · e4 cavallo del bianco · h4 pedone del nero · b3 pedone del bianco · d3 donna del bianco · e3 pedone del bianco · h3 pedone del nero · b2 pedone del bianco · h2 pedone del bianco · c1 alfiere del bianco | b8 re del bianco · e7 pedone del nero · h7 pedone del nero · a6 pedone del nero · h6 pedone del nero · f5 re del nero · h5 alfiere del bianco · e4 cavallo del bianco · h4 pedone del nero · b3 pedone del bianco · d3 donna del bianco · e3 pedone del bianco · h3 pedone del nero · b2 pedone del bianco · h2 pedone del bianco · c1 alfiere del bianco | b8 re del bianco · e7 pedone del nero · h7 pedone del nero · a6 pedone del nero · h6 pedone del nero · f5 re del nero · h5 alfiere del bianco · e4 cavallo del bianco · h4 pedone del nero · b3 pedone del bianco · d3 donna del bianco · e3 pedone del bianco · h3 pedone del nero · b2 pedone del bianco · h2 pedone del bianco · c1 alfiere del bianco | 1 |
|   | a | b | c | d | e | f | g | h |   |

Soluzione:
1. Dd8! (min. 2. Dxe7 e 3. Cd6#)
1...Rxe4 2. Dxe7+ Rd5 3. Af3# 

  (2...Rf5 3. e4#) 
 
1...Re5  2. Ag4 ... 3. Dd4# 

1...Re6  2. Da5 Rd7 3. Dd5# 

1...e5  2. Cd6+ Re6 3. Af7# 